# Vicente de Peraza
Vicente de Peraza, también conocido como Vicente Peraza, (1489 - 1553) fue un prelado dominico español que sirvió como el segundo Obispo de Panamá (1520-1526). Se encargó de trasladar la diócesis desde Santa María la Antigua del Darién hasta Nuestra Señora de la Asunción de Panamá, (actual Ciudad de Panamá).

## Biografía
Vicente de Peraza nació como Guillén de Peraza en el año 1489, en la localidad de Betancuria, en la isla de Fuerteventura. Fue hijo de Pedro Fernández de Saavedra y Constanza Sarmiento, esta a su vez hija de los señores de Canarias Diego García de Herrera e Inés Peraza. Algunos documentos señalan que Peraza era supuesto hermano del pastor Juan Peraza, quien era parte del obispado de Canarias. Los estudios generales y religiosos los efectuó en el convento de San Pablo de Sevilla. En esta casa de religiosos dominicos formuló los votos y fue ordenado sacerdote de la Orden de Predicadores en 1506. Pasó luego como becado al Colegio de San Gregorio de Valladolid, donde realizó los estudios de teología en 1511.

### Obispo de Panamá
El 5 de diciembre de 1520, el papa León X lo nombró como el segundo obispo de Panamá con la muerte del anterior obispo Juan de Quevedo Villegas. El 1 de abril de 1521, fue consagrado obispo por Francisco de Bobadilla, obispo de Salamanca con Paride Grassi, obispo de Pésaro como coconsagrador. En 1526, el renunció a su cargo como obispo de Panamá. Falleció en 1553.